# Roger Masson
Roger Masson (Zurigo, 1º luglio 1894 – Losanna, 19 ottobre 1967) è stato un militare svizzero a capo dei servizi di informazione dal 1936 al 1946.

## Biografia
Dopo la maturità classica a Losanna e gli studi storici all'Università di Neuchâtel, nel 1915 Masson venne promosso tenente dell'esercito federale. Ufficiale di fanteria (capitano) nel 1922 e ufficiale dello Stato maggiore generale dal 1927, frequentò dal 1928 al 1930 le lezioni di scienze militari al Politecnico federale di Zurigo e successivamente l’École supérieure de Guerre di Parigi. Dal 1931 fu redattore della Revue militaire suisse (collaborazione che curò sino alla morte, nel 1967). Nel 1935 divenne docente della sezione militare presso lo stesso Politecnico federale, e contemporaneamente Capo di stato maggiore della Divisione 1. L'anno successivo venne messo a capo del Servizio informazioni, la Sezione 5 dello Stato maggiore generale. Integrò nel Servizio la rete precedentemente sorta per iniziativa personale di Hans Hausamann (Büro Ha) e organizzò dal nulla il Servizio informazioni. Durante il conflitto diede prova di grande capacità organizzativa ma non seppe individuare con esattezza il momento di maggior pericolo di invasione tedesca della Svizzera (Operazione Tannenbaum). Promosso colonnello nel 1940 e brigadiere nel 1942, fu anche a capo del servizio di sicurezza dell'esercito, di quello territoriale e (dal 1944) della sezione della mobilitazione. A causa dei contatti fra Masson e il generale delle SS W. Schellenberg, al termine del conflitto venne avviata nei confronti di Masson un'inchiesta amministrativa (curata dal giudice federale L. Couchepin, il cosiddetto “Affaire Masson”) che si concluse senza alcuna condanna per Masson.